# Spanndorn
Ein Spanndorn (auch Aufspanndorn, Aufnahmedorn, Hülsenspanndorn bzw. Segmentspanndorn) ist ein Spannmittel, welches Drehbewegungen und -momente auf ein eingespanntes Werkzeug oder Werkstück weiterleitet. Die Spannung, genauer die Innenspannung, erfolgt in einer Bohrung oder Innenkontur des Werkstücks oder Werkzeugs und dient dazu, Drehbewegungen oder -momente zu übertragen.
Die Betätigung des Spanndorns erfolgt von Hand über eine Spannmutter oder Spannschraube (manuell betätigter Spanndorn) oder hydraulisch bzw. pneumatisch über einen Spannzylinder an der Maschine (kraftbetätigter Spanndorn).
Der Spanndorn wird typischerweise auf einer Maschinenspindel befestigt und dabei über eine zylindrische oder keglige Aufnahme zentriert.
Spanndorne werden in der Fertigungstechnik bei der Bearbeitung (Drehen, Fräsen, Schleifen, Verzahnen) oder beim Messen von Werkstücken zur Fixierung verwendet.
Die Firma Hainbuch GmbH aus Marbach brachte 1977 ein patentiertes Verfahren zur Herstellung vulkanisierter Spannelemente auf den Markt. Für die Segmentbüchse werden Spannelemente durch Heißvulkanisierung zusammengesetzt. Die Spanngeometrie der Büchsen kann sowohl rund als auch sechseckig sein. 
Bei den Segmentspannbüchsen-Dorn-Systemen ist das Spannmittel über den Zugrohradapter auf das Zugrohr der Werkzeugmaschine aufgeschraubt und mit dem Spindelflansch verschraubt. Das vulkanisierte Spannelement ist mit dem Zugbolzen auf dem Spanndorn befestigt und spannt das zu bearbeitende Werkstück. Das vulkanisierte Spannelement führt zu einer kraftschlüssigen Verbindung mit hoher Wiederholgenauigkeit und wenig Verschleiß.